# 布里姬特·博佐
布里姬特·博佐（Briggitte Bozzo，2001年8月19日—），委內瑞拉女演員，童星出身。曾演出多部西班牙語電視劇，目前則活躍於Instagram和TikTok等社交平台。

## 個人生活
布里姬特出生於委內瑞拉的馬拉凱，她的家庭在她很小的時候就搬到了美國邁阿密，並在那裡生活了幾年。目前居住在墨西哥。
2020年，她被證實患有脊柱側彎，這迫使她接受了縮胸手術。

## 外部連結
- 布里姬特·博佐在互联网电影资料库（IMDb）上的資料（英文）
- 布里姬特·博佐的Instagram帳戶